# فهرست میراث جهانی در یونان
میراث جهانی در یونان شامل ۱۹ اثر (۱۷ اثر فرهنگی و ۲ اثر ترکیبی) از مکان‌های تاریخی فرهنگی و طبیعی در یونان می‌باشد. سایت‌های میراث جهانی سازمان آموزشی، علمی و فرهنگی ملل متحد، یونسکو مکان‌هایی هستند که دارای اهمیت فرهنگی یا طبیعی هستند، همان‌طور که در پیمان‌نامه میراث جهانی، که در سال ۱۹۷۲ تأسیس شده، شرح داده شده‌است. یونان این پیمان‌نامه را در تاریخ ۱۷ ژوئیه ۱۹۸۱ پذیرفت و مکان‌های تاریخی سرزمین یونان را برای ورود به این فهرست واجد شرایط دانست.
اولین سایتی که به این فهرست اضافه شد معبد آپولو اپیکوریوس در بسی در سال ۱۹۸۶ بود. دو مکان بعدی که فهرست شدند سایت باستان‌شناسی دلفی و آکروپولیس در آتن بودند. جدیدترین سایت اضافه شده سایت باستان‌شناسی فیلیپی در سال ۲۰۱۶ بود. در یونان هیچ گونه میراث فراملی وجود ندارد. افزون بر این، ۱۳ سایت در فهرست آزمایشی وجود دارد که همه آن‌ها در سال ۲۰۱۴ نامزد شدند.
در ژانویه ۲۰۰۲، سازمان شهرهای میراث جهانی از شهرداران کشور خواست تا جوانانی را انتخاب کنند که پروژه‌هایی را در زمینه افزایش آگاهی مرتبط با حفاظت از میراث توسعه و اجرا کنند. در طول سال ۲۰۰۳، جوانان منتخب به فعالیت‌های مختلفی در شهرهای خود پرداختند. آنها با نسل‌های قدیمی صحبت کردند تا داستان‌های گذشته را بیاموزند و میراث را برای بچه‌های کوچکتر توضیح دهند. در انجمن در رودز، جوانان تجربیات، مشکلات و موفقیت‌های خود را بین خود به اشتراک گذاشتند. نتیجه‌گیری‌ها و توصیه‌های مجمع جوانان به شهرداران، دانشمندان و تصمیم‌گیرندگان شرکت‌کننده در هفتمین سمپوزیوم سازمان شهرهای میراث جهانی منتقل شد و از حمایت قوی آنها برخوردار شد. جوانان به ویژه بر نیاز به ایجاد اشکال منظم همکاری بین جوانان و تصمیم گیران و گنجاندن بودجه اختصاصی برای فعالیت‌های میراث جوانان در بودجه سالانه شهرداری‌ها تأکید کردند.
جایزه بین‌المللی ملینا مرکوری یونسکو-یونان برای حفاظت و مدیریت مناظر فرهنگی در سال ۱۹۹۵ به منظور اهدای نمونه‌های برجسته از اقدامات برای حفاظت و ارتقای مناظر فرهنگی جهان، یک دسته از میراث جهانی، تأسیس شد که برنده جایزه مبلغ ۳۰۰۰۰ دلار آمریکا دریافت خواهد کرد.

## میراث جهانی
یونسکو سایت‌ها را با ده معیار فهرست می‌کند. هر ورودی باید حداقل یکی از معیارها را داشته باشد.
| #  | نگاره | نام                                            | موقعیت                             | سال  | ش ثبتمعیارها              | شرح | م      |
| -- | --- | ---------------------------------------------- | ---------------------------------- | ---- | ------------------------- | --- | ------ |
| ۱  | Temple columns and some scaffolds                                                                         | بِسی                                            | استان پلوپونز                      | ۱۹۸۶ | ۳۹۲ i, ii, iii            | این معبد که به آپولون اپیکوریوس تقدیم شده‌است، در قرن پنجم قبل از میلاد در کوه‌های آرکادیا ساخته شده‌است. این بنا را یونسکو به عنوان یکی از بهترین آثار حفظ شده از دوران باستان کلاسیک ثبت جهانی کرد. این قدیمی‌ترین بنای تاریخی است که هر سه سبک معماری کلاسیک، یعنی شیوه‌های دوریک، ایونی و کورینتی، را نشان می‌دهد. پس از از پایان فعالیت‌های مذهبی در معبد، نزدیک به ۱۷۰۰ سال بنای آن فراموش شد. در قرن هجدهم دوباره کشف شد و توجه دانشمندان و هنرمندان را به خود جلب کرد. | [ ۶ ]  |
| ۲  | Free standing columns                                                                                     | دِلفی                                           | یونان مرکزی                        | ۱۹۸۷ | ۳۹۳ i, ii, iii, iv, vi    | دلفی، واقع در دامنه کوه پارناسوس، محل معبد آپولون، یک پرستشگاه پان‌هلنیک، و از دیدگاه یونانی‌ها، «ناف جهان» (Omphalos) بود. پیتیا، غیب‌گو، در این معبد اقامت داشت و زائران را از سراسر یونان می‌پذیرفت. در قرن ششم قبل از میلاد، دلفی به عنوان مرکز مذهبی و نماد وحدت یونانیان باستان به حساب می‌آمد. | [ ۷ ]  |
| ۳  | Look at the Acropolis hill from a distance, Parthenon visible                                             | آکروپولیس                                      | استان آتیک                         | ۱۹۸۷ | ۴۰۴ i, ii, iii, iv, vi    | آکروپولیس آتن روی تپه‌ای شیب‌دار بالای شهر قرار دارد. این بنا در اصل جزئی از استحکامات بود و به تدریج به یک حرم مذهبی تبدیل شد که با آیین خدای آتنا مرتبط بود. در قرن پنجم پیش از میلاد، پس از پیروزی بر ایرانیان، آتنی‌ها تحت فرمان پریکلس تعداد زیادی بنای تاریخی، از جمله پارتنون، ارکتیون، پروپیلیا و معبد آتنا نیکه، ساختند. بناهای تاریخی موجود در آکروپولیس به‌طور برجسته از معماری نئوکلاسیک الهام گرفته‌اند. | [ ۸ ]  |
| ۴  | Monastery overlooking the sea                                                                             | کوه آتوس                                       | جمهوری رهبانی کوه آتوس             | ۱۹۸۸ | ۴۵۴ i, ii, iv, v, vi, vii | کوه آتوس که در یک شبه‌جزیره باریک قرار دارد، از زمان بیزانس به عنوان یک نهاد خودمختار اداره می‌شود. از قرن دهم میلادی، این منطقه یک مرکز معنوی ارتدکس است و حدود ۲۰ صومعه فعال را در خود جای داده‌است. کوه آتوس تأثیر ماندگاری بر توسعه معماری مذهبی و نقاشی به یادگار گذاشته‌است. | [ ۹ ]  |
| ۵  | Rock formations and a monastery building                                                                  | مِتِئورا                                         | تسالی                              | ۱۹۸۸ | ۴۵۵i, ii, iv, v, vii      | متئورا صخره‌ای از قله‌های ماسه‌سنگی است که میزبان ۲۴ صومعه ارتدکس است. در قرن ۱۵ که ایدهٔ رهبانیت احیاء می‌شد، بسیاری از آن‌ها بر روی قله‌های صعب‌العبور ساخته شده‌اند. صومعه‌ها با نقاشی‌های دیواری قرن شانزدهم تزئین شده‌اند، که نشان‌دهندهٔ مرحله‌ای کلیدی در توسعه نقاشی پس از بیزانس است. | [ ۱۰ ] |
| ۶  | | بناهای کهن بیزانس تسالونیکا                    | مقدونیه مرکزی                      | ۱۹۸۸ | ۴۵۶ i, ii, iv             | سالونیک از نخستین مراکز گسترش مسیحیت بود. این سایت شامل چندین کلیسا (از جمله کلیسای داوود هوسیوس و هاگیوس دمتریوس) است که از قرن چهارم تا پانزدهم ساخته شده‌اند. دیوارهای شهر مربوط به اوایل دوره بیزانس و روتوندا است و در قرن چهارم امپراتور روم، گالریوس، دستور ساخت آن را داد و بعدها تبدیل به کلیسا شد. | [ ۱۱ ] |
| ۷  | Free standing columns                                                                                     | اِپیداروس                                       | استان پلوپونز                      | ۱۹۸۸ | ۴۹۱ i, ii, iii, iv, vi    | فرقهٔ اسقلبیوس، خدای طبابت، حداکثر در قرن ششم قبل از میلاد در دولت-شهر اپیداروس توسعه یافت. بناهای تاریخی اصلی در این مکان شامل معبد اسکلپیوس، تولوس و تئاتر است که مورد آخر به عنوان بهترین تئاتر یونان باستان معرفی شده‌است. معبد این شهر در تاریخ پزشکی مهم است و نشان‌دهنده گذار از اعتقاد به شفای الهی به علم پزشکی است. | [ ۱۲ ] |
| ۸  | Inside the main courtyard of the Palace of the Grand-Master of the Knights of Rhodes                      | رودس                                           | استان اژه جنوبی                    | ۱۹۸۸ | ۴۹۳ ii, iv, v             | جزیره رودس از سال ۱۳۰۹ تا ۱۵۲۳ میلادی به فرمان سنت جان اورشلیم (توسط شوالیه‌های مهمان‌نواز) اشغال شد و در این دوره شهر رودس به یک دژ تبدیل شد و آن را با دیواری به طول ۴ کیلومتر (۲٫۵ مایل) محاط کردند. باروی جدید بر روی استحکامات دفاعی پیشین که از دوره بیزانسی‌ها باقی بود، ساخته شد. شهر چندین ساختمان از دوره گوتیک دارد، از جمله کاخ استادان بزرگ، بیمارستان بزرگ و خیابان شوالیه‌ها. زمانی که عثمانی جزیره را تصرف کرد، اکثر کلیساها را به مسجد تبدیل کردند. در طول اشغال ایتالیا در اوایل قرن بیستم، بازسازی و مرمت انجام شد.                                                                                  | [ ۱۳ ] |
| ۹  | Ruins, photo from above                                                                                   | میستراس                                        | استان پلوپونز                      | ۱۹۸۹ | ۵۱۱ ii, iii, iv           | شهر میستراس در اطراف قلعه‌ای ساخته شد که در زمان شاهزادهٔ آخا، ویلیام ویلهاردوین، در سال ۱۲۴۹ در دامنه کوه تایژتوس ساخته شده‌بود. در سال ۱۲۶۲ شهر به امپراتوری بیزانس تسلیم شد و در دوران رنسانس شاهد رونق زیادی بود. پس از بیزانس، ابتدا توسط عثمانی‌ها و سپس توسط ونیزی‌ها تصرف شد. پس از ۱۸۳۴، ساکنان شروع به ترک میستراس و کوچ به شهر مدرن اسپارتا کردند و میستراس به ویرانه تبدیل شد. | [ ۱۴ ] |
| ۱۰ | Free standing columns                                                                                     | المپیا                                         | استان یونان غربی                   | ۱۹۸۹ | ۵۱۷ i, ii, iii, iv, vi    | در قرن دهم قبل از میلاد، المپیا به مرکزی برای پرستش زئوس تبدیل شد. این مکان مقدس پان‌هلنیک و محل برگزاری بازی‌های المپیک باستان بود که در سال ۷۷۶ قبل از میلاد آغاز شد. علاوه بر معابد و حرم‌های متعدد، بقایای ساختمان‌های ورزشی متعددی مانند استادیوم آن نیز وجود دارد. | [ ۱۵ ] |
| ۱۱ | Free standing columns                                                                                     | دلوس                                           | استان اژه جنوبی                    | ۱۹۹۰ | ۵۳۰ ii, iii, iv, vi       | بر اساس اساطیر یونانی، زادگاه آپولون و آرتمیس در جزیره مقدس دلوس بود و آنجا یکی از مهم‌ترین حرم‌های پان‌هلنیک در دوره کهن و کلاسیک بوده‌است. معبد آپولون در دلوس زائران را از سراسر یونان به خود جذب می‌کرد و دلوس را به یک بندر تجاری پررونق تبدیل می‌کرد. پس از ۶۹ پ‌م، این شهر رو به زوال رفت. | [ ۱۶ ] |
| ۱۲ | Inner courtyard of Hosious Loukas                                                                         | نیایشگاه دلفی، هوسیوس لوکاس و نِئا مونی         | یونان مرکزی، آتیک، استان اژه شمالی | ۱۹۹۰ | ۵۳۷ i, iv                 | این سه صومعه گرچه در نقاط مختلفی از یونان واقع شده‌اند، اما نمونه‌های معرف دوره میانی معماری مذهبی بیزانس هستند و ویژگی‌های زیبایی شناختی یکسانی دارند. هر سه کلیسا دارای یک پلان هشت‌ضلعی هستند. نئا مونی دارای یک هشت‌ضلعی ساده است؛ در حالی که فضای مرکزی دو صومعهٔ دیگر با یک طاقنما احاطه شده‌است. صومعه‌ها در قرن ۱۱ و ۱۲ با سنگ مرمر و موزاییک تزئین شده بودند. | [ ۱۷ ] |
| ۱۳ | A free standing column and ruins around                                                                   | پیتاگوریون و هرایون                            | استان اژه شمالی                    | ۱۹۹۲ | ۵۹۵ ii, iii               | جزیره ساموس جایگاهی استراتژیک در میان جزایر اژه در نزدیکی آسیای صغیر دارد. این شهر یک قدرت دریایی و تجاری قوی بود که در قرن ششم قبل از میلاد به اوج شکوفایی خود رسید. سایت ثبت شده شامل شهر باستانی درون استحکامات (پیتاگوریون) و معبد باستانی هرا (هرایون) است. ساموس با فیلسوفان و ریاضیدانان مهم جهان باستان که از آنجا برخاستند، من‌جمله فیثاغورس، اپیکور و آریستارخوس ساموسی شناخته می‌شود. | [ ۱۸ ] |
| ۱۴ | Facade of Philip 2 of Macedon tomb in Vergina, Greece. The door is made of marble and the order is doric. | وِرجینا                                         | مقدونیه مرکزی                      | ۱۹۹۶ | ۷۸۰ i, iii                | شهر باستانی آیگای اولین پایتخت پادشاهی مقدونیه بود. این مکان علاوه بر کاخ تاریخی، که به شکل مجللی با موزاییک‌ها و نقاشی‌های گچ‌بری تزئین شده، دارای محل دفنی با بیش از ۳۰۰ گورپشته است که قدمت برخی از آنها به قرن یازدهم قبل از میلاد برمی‌گردد. یکی از این گورپشته‌ها متعلق به فیلیپ دوم مقدونی، پدر اسکندر مقدونی، است. | [ ۱۹ ] |
| ۱۵ | The Lion Gate at Mycenae. Two lions on the portal.                                                        | سایت باستان‌شناسی موکنای و تیرینس               | استان پلوپونز                      | ۱۹۹۹ | ۹۴۱ i, ii, iii, iv, vi    | موکنای و تیرینس از مهم‌ترین شهرهای یونان میسنی بودند که بین قرن ۱۵ و ۱۲ قبل از میلاد شکوفا شدند. این شهرها اقتصاد کاخی داشتند و آثار معماری به یاد ماندنی همچون لاینزگیت و گنجینه آترئوس از آنان به جای مانده. الواح خطی ب اولین گواهی از زبان یونانی هستند. هر دو شهر با حماسه‌های هومری، ایلیاد و ادیسه، که از آن زمان تاکنون بر ادبیات و هنر اروپایی تأثیر بسزایی گذاشته، مرتبط هستند. | [ ۲۰ ] |
| ۱۶ | Monastery in dark stone, white houses below                                                               | مرکز تاریخی نیایشگاه یوحنای قدیس و غار رستاخیز | استان اژه جنوبی                    | ۱۹۹۹ | ۹۴۲ iii, iv, vi           | نیایشگاه یوحنای قدیس به یوحنای پاتموس وقف شده، که بر اساس سنت مسیحیان، هم انجیل یوحنا و هم آخرالزمان را در پاتموس نوشت. این بنا در اواخر قرن دهم میلادی تأسیس شد و از آن زمان تاکنون محل زیارت و آموزش ارتدکس یونانی بوده‌است. شهرک قدیمی چورا، مرتبط با صومعه، شامل بسیاری از ساختمان‌های مذهبی و سکولار است. | [ ۲۱ ] |
| ۱۷ | View of Corfu from above, a fort in the background                                                        | شهر کورفو                                      | استان جزایر ایونی                  | ۲۰۰۷ | ۹۷۸ iv                    | ریشه‌های شهر قدیمی کورفو، در جزیره‌ای به همین نام، به قرن هشتم پیش از میلاد بر می‌گردد. این شهر که در ورودی دریای آدریاتیک واقع شده‌بود، از نظر دفاع از منافع دریایی جمهوری ونیز در برابر امپراتوری عثمانی اهمیت زیادی داشت. مهندسان ونیزی سه قلعه در شهر ساختند. ساختمان‌های شهر قدیمی بیشتر مربوط به دورهٔ ونیزی‌ها و قرن نوزدهم است؛ زمانی که جزیره بخشی از تحت‌الحمایه بریتانیا بود. | [ ۲۲ ] |
| ۱۸ | Greek theatre, photo taken from the stands                                                                | سایت باستان‌شناسی فیلیپی                        | مقدونیه شرقی و تراکیه              | ۲۰۱۶ | ۱۵۱۷ iii, iv              | فیلیپی در سال ۳۵۶ پیش از میلاد توسط فیلیپ دوم مقدونی تأسیس شد. این شهر توقفگاهی در مسیر Via Egnatia و محل نبرد فیلیپی در سال ۴۲ قبل از میلاد بود. رومی‌ها آن را به یک «رم کوچک» تغییر دادند و ساختمان‌های عمومی از جمله فروم، را به ساختمان‌های هلنیستی شهر اضافه کردند. آنطور که بقایای کلیسای مسیحی و یک کلیسای هشت ضلعی نشان می‌دهد، پس از دیدار پولس رسول در سال‌های ۴۹–۵۰ بعد از میلاد، شهر به مرکز اولیه ایمان مسیحی تبدیل شد. | [ ۲۳ ] |
| ۱۹ | Mountains                                                                                                 | زاگوری                                         | استان اپیروس                       | ۲۰۲۳ | ۱۶۹۵ v                    | روستاهای سنگی کوچکی که به نام زاگوروچوریا شناخته می‌شوند، در یک چشم‌انداز روستایی دورافتاده در شمال غربی یونان واقع شده‌اند و در امتداد دامنه‌های غربی بخش شمالی رشته کوه پیندوس قرار دارند. این دهکده‌های سنتی، که معمولاً در اطراف یک میدان مرکزی شامل یک درخت چنار سازمان‌دهی شده‌اند و توسط جنگل‌های مقدسی احاطه شده‌اند توسط جوامع محلی نگهداری می‌شوند، معماری سنتی سازگار با توپوگرافی کوهستان را به نمایش می‌گذارند. شبکه‌ای از پل‌های طاق‌دار سنگی، مسیرهای سنگفرش‌شده و پلکان‌های سنگی که روستاها را به هم پیوند می‌داد، سیستمی را تشکیل می‌داد که به عنوان یک واحد سیاسی و اجتماعی برای اتصال جوامع حوضه رودخانه عمل می‌کرد. | [ ۲۴ ] |

## فهرست آزمایشی
علاوه بر سایت‌های موجود در فهرست میراث جهانی، کشورهای عضو می‌توانند فهرستی از سایت‌های آزمایشی را که ممکن است برای نامزدی در نظر بگیرند، در این فهرست قرار دهند. نامزدها در فهرست میراث جهانی تنها در صورتی پذیرفته می‌شوند که سایت قبلاً در فهرست آزمایشی قرار داشته باشد. سیزده اثر در فهرست آزمایشی یونان قرار دارد.
| #  | نگاره                                                         | نام                                                     | موقعیت                           | ش ثبتمعیارها | سال                       | شرح | م      |
| -- | ------------------------------------------------------------- | ------------------------------------------------------- | -------------------------------- | ------------ | ------------------------- | --- | ------ |
| ۱  | Castle wall overlooking a port                                | استحکامات مستحکم قرون وسطی                              | چندین منطقه                      | ۲۰۱۴         | ۵۸۵۵ii, iv, v             | سیستم استحکامات با ظهور باروت و در نتیجه ابزارهای مخرب تر جنگ تغییر کرد. نه سایتی که در این نامزدی قرار دارند نمونه‌ای از دژهای جان‌پناههستند. این دژها معمولا در نقاطی ساخته شده‌اند که گاه به گاه کنترلش میان عثمانی‌ها یا جمهوری ونیز تغییر می‌کرد. شهر کورفو خود در حال حاضر یک میراث جهانی است. دژ مثونی، مسینیا در نگاره قرار دارد.                                     | [ ۲۶ ] |
| ۲  | Three vultures, blurry image because of camera zoom           | پارک ملی دادیا                                          | مقدونیه شرقی و تراکیه            | ۲۰۱۴         | ۵۸۵۶x                     | منطقه جنگلی رشته‌کوه‌های ردوپه خانه گونه‌های پرنده شکاری سرشماری است، مانند سه تا از چهار کرکس اروپایی: کرکس کوچک، دال معمولی و دال سیاه. این پارک ملی در منطقه مهمی برای مهاجرت پرندگان قرار دارد. | [ ۲۷ ] |
| ۳  | Remains of a washing table at the mines                       | لائوریون باستانی                                        | آتیک                             | ۲۰۱۴         | ۵۸۵۷ii, iv                | فعالیت‌های معدنی در منطقه لائوریون از سده ۴ پیش از میلاد تا سده ۲۰ میلادی ادامه داشته‌است. در دوران یونان کلاسیک، نقره معدن‌ها به سرمایه‌گذاری پروژه‌های ساخت و ساز آتن و ساخت نیروی دریایی آتن کمک کرد. این سایت بازمانده‌های صنعت معدن و همچنین سکونت‌گاه‌های باستانی توریکوس و معبد پوزئیدون در سونیون است.                                                                   | [ ۲۸ ] |
| ۴  | Parts of three petrified tree trunks                          | جنگل سنگ‌شده لسبوس                                       | استان اژه شمالی                  | ۲۰۱۴         | ۵۸۵۸vi, vii, viii, x      | جزیره لسبوس در طول دوران میوسن پیشین یک جنگل استوایی مانند بود(۱۸٬۵ میلیون سال پیش در دوران بوردیگالین). به دلیل فوران‌های آتشفشانی که منطقه رو پوشش داد، گیاهان به عنوان فصیل بازمانده‌اند. این منطقه توسط فیلسوفان ارسطو و ثئوفراستوس دیده شد که سپس مجموعه‌ای از آثار تأثیرگذار دربارهٔ بوم‌شناسی، زیست‌شناسی، زمین‌شناسی و کانی‌شناسی نوشتند.                                | [ ۲۹ ] |
| ۵  | Park with ruins of a temple                                   | مِسینی                                                   | استان پلوپونز                    | ۲۰۱۴         | ۵۸۵۹i, iii, vi            | مسینه در دره‌ای حاصلخیز در نزدیکی کوه ایثومه قرار دارد. اولین معابد و زیارتگاه‌های موجود در این مکان به قرن‌های نهم و هشتم قبل از میلاد برمی‌گردند، در حالی که شهر باستانی مسینه در سال ۳۶۹ پیش از میلاد، توسط ژنرال اپامینونداس اهل تبای، تأسیس شد. این سایت تخریب نشده یا به خاطر ایجاد سکونتگاه‌های متأخر پوشانده نشده و لذا وضعیت مناسبی دارد.                            | [ ۳۰ ] |
| ۶  | Throne room, frescoes on the walls depicting mythical animals | کنوسوس، فِیستوس، مالیا، زاکرُس، کیدونیا                   | کرت                              | ۲۰۱۴         | ۵۸۶۰ii, iii, vi           | این محوطه مهم‌ترین مراکز مجلل متعلق به مینوسی‌ها، که یکی از قدرت‌های مهم عصر برنز بودند، را در بر می‌گیرد. مینوسی‌ها تأثیر زیادی بر فرهنگ‌های بعدی در مدیترانه شرقی داشتند و در مجموعه‌ای از اسطوره‌های باستانی، از جمله اسطوره‌های دایدالوس و هزارتو، نامشان به گوش می‌خورد. | [ ۳۱ ] |
| ۷  | Roman brick and stone ruins                                   | نیکوپولیس                                               | استان اپیروس                     | ۲۰۱۴         | ۵۸۶۱ii, iv, vi            | آگوستوس به دنبال نبرد آکتیوم، شهر نیکوپلیس را در سال ۳۱ پیش از میلاد، در منطقه‌ای در نزدیکی محل وقوع جنگ تأسیس کرد. این یک شهر مستعمره رومی معمولی در قلمرو یونان بود و تا قرن سیزدهم تحت اشغال بود. همچنین نیکوپولیس از مراکز اولیه مسیحیت بود. بقایای بناهای تاریخی و ساختمان‌های عمومی و همچنین بخش‌هایی از آباره‌ای به طول ۵۰-کیلومتر (۳۱-مایل) همچنان در آن حفظ شده‌است. | [ ۳۲ ] |
| ۸  | Mountain peak, forest in front                                | المپ                                                    | تسالی، مقدونیه مرکزی             | ۲۰۱۴         | ۵۸۶۲vi, viii, ix, x       | کوهستان اُلمپ، جایگاه خدایان دوازده‌گانه المپ‌نشین، بزرگ‌ترین قله در یونان است که ۲٬۹۱۸ متر (۹٬۵۷۳ فوت) ارتفاع دارد. عبادتگاه‌های زیادی در دامنهٔ این کوه ساخته شده‌است، از جمله کلیسای الیاس پیامبر در یکی از قله‌ها. این منطقه از نظر پوشش گیاهی و جانوری کوهستانیش، و همچنین به دلیل ویژگی‌های زمین‌شناسیش حائز اهمیت است.                                                      | [ ۳۳ ] |
| ۹  | Lake with surrounding tree-covered hills                      | دریاچه پرسپا: دریاچه پرسپای کوچک و بناهای تاریخی بیزانس | مقدونیه غربی                     | ۲۰۱۴         | ۵۸۶۴ii, iv, vii, ix, x    | منطقه اطراف دریاچه‌های پرسپا به دلیل تنوع زیستگاهی از جمله تالاب‌ها، جنگل‌های برگ‌ریز و مراتع آلپ، از نظر گیاهان و جانوران غنی است. این دریاچه‌ها میزبان بزرگ‌ترین کلنی پلیکان خاکستری و همچنین چندین گونه گیاهی و ماهی بومزادهستند. کلیساهای زیادی در زمان بیزانس و پس از بیزانس در این منطقه ساخته شد.                                                                       | [ ۳۴ ] |
| ۱۰ | Tourists walking through a gorge                              | ژرف‌دره ساماریا                                          | کرت                              | ۲۰۱۴         | ۵۸۶۵vii, viii, ix, x      | تنگه ساماریا یکی از دره‌های کوه‌های لفکا آوری در غرب کرت است. این منطقه زیستگاه‌های متنوعی دارد، از کوه‌هایی با ارتفاع بیش از ۲٬۰۰۰ متر (۶٬۶۰۰ فوت) تا ساحل، و همچنین چندین غار عمیق است. این زیست‌بوم‌ها خانه بز کرت و چندین گونه بومی از جمله کرکس ریش‌دار، گربه وحشی کرت، و فک راهب مدیترانهای هستند.                                                                        | [ ۳۵ ] |
| ۱۱ | Fortress wall facing the sea                                  | اسپینالونگا                                             | کرت                              | ۲۰۱۴         | ۵۸۶۶i, ii, iv, vi         | اسپینالونگا یک جزیره صخره‌ای در سواحل شمال شرقی کرت است. در دوره ونیزی، قلعه ای برای محافظت از بندر طبیعی الوندا ساخته شد. این جزیره در قرن هجدهم توسط عثمانی‌ها تصرف شد و در نیمه اول قرن بیستم به عنوان مستعمره پادشاهی کاندی بود. | [ ۳۶ ] |
| ۱۲ | White circular tower made of marble                           | برج‌های باستانی دریای اژه                                | استان اژه شمالی، استان اژه جنوبی | ۲۰۱۴         | ۵۸۶۷iii, iv               | این میراث شامل ده برج است که در جزایر دریای اژه و در سرزمین اصلی، عمدتاً در قرن‌های چهارم و سوم قبل از میلاد ساخته شده‌اند. آنها در مناطق غیر شهری و با هدف دفاعی ساخته می‌شدند، گاهی اوقات به عنوان بخشی از سیستم‌های استحکامات گسترده‌تر و همچنین برج‌های دیده‌بانی و فانوس‌های دریایی نیز مورد استفاده بوده‌اند.                                                                | [ ۳۷ ] |
| ۱۳ | Greek theatre in Delos, ruins                                 | تئاتر یونان باستان                                      | چندین منطقه                      | ۲۰۱۴         | ۵۸۶۹i, ii, iii, iv, v, vi | این نامزدی شامل ۱۵ تئاتر باستانی در نقاط مختلف یونان است. تئاترها از دوران یونان کلاسیک به بعد، عنصر ضروری مراکز شهری بودند و در سده ۴ پیش از میلاد فرم اصلی معماری خود را بدست آوردند. برخی از تئاترهایی که تحت این عنوان قرار دارند، از پیش جزو میراث‌های جهانی هستند: تئاتر باستانی اپیداروس، دلفی و تئاتر دلوس (در نگاره).                                            | [ ۳۸ ] |